# CRIMSON SQUARE
『CRIMSON SQUARE』は、SHAKALABBITSの3枚目のスタジオ・アルバム。2005年10月19日にXTRA LARGE RECORDSよりリリースされた。
2010年3月17日にHQCD版がポニーキャニオンより発売。

## 概要
前作より1年1ヶ月ぶり、オリジナルアルバムとしては1年8ヶ月ぶりとなるアルバム。
8thシングル「GO☆SKIP IT」に収録されている4曲はすべて収録されていない。

## チャート成績
オリコン週間アルバムランキングでは週間4位にランクインした。2023年4月現在4番目に売れたアルバム。

## 収録曲
1. call [0:19]
2. parade [3:27]
3. BEAN STALK [3:03]
4. SADISTIC AURORA SHOW [2:44]
9thシングル収録曲
5. piece of cake [3:19]
6. Ladybug [3:46]
10thシングル曲
7. カレイドスコープ [2:01]
8. kaleidoscope eyes [4:15]
9. 手ノヒラ宝石 [3:36]
10. mommy's back? [3:26]
9thシングル収録曲
11. 人魚のうた [4:07]
12. RIGEL [5:17]
13. BYAM. [2:47]
14. morning [3:21]
15. Cake & Restaurant (シークレット・トラック)

- 全曲作詞：UKI
- 作曲：MAH（#2,#4-10,#12-14）、TAKE-C・MAH（#3,#11）